# 柳川検校
柳川 検校（やながわ けんぎょう、生年不詳 - 1680年8月5日（延宝8年7月11日））は、江戸時代前期の筝曲音楽家である。諱は初め加賀都後に応一。筝曲柳川流の祖として知られている。

## 経歴・人物
大坂（現在の大阪市）の生まれ。若くして三味線音楽の始祖であった石村検校もしくは山野井検校の門人となり、筝曲を学ぶ。同時期に活躍した筝曲の始祖である後の八橋検校と共に三味線の名人の双璧となり、名を馳せた。
1639年（寛永16年）に師匠によって検校に認定される。その後上洛し師匠の石村、虎沢検校が作曲した筝曲を三味線の組歌「破手組」を作曲した。柳川が創始した筝曲は「柳川流」と呼ばれ、後の検校に大きく影響を与えた。

## 主な弟子
- 浅利検校
- 佐山検校
- 市川検校
- 早崎検校

## 主な作品

### 破手（端手）組
- 『葛の葉』
- 『待（つ）にござれ』
- 『下総ほそり』

### 裏組
- 『賤』
- 『錦木』
- 『早舟』

### 秘曲
- 『七つ子』
- 『堺』

以上の作品は死後の1703年（元禄16年）刊行した『松の葉』に収録されている。